# Rugby-Union-Südamerikameisterschaft 1977
Die Rugby-Union-Südamerikameisterschaft 1977 (spanisch Sudamericano de Rugby 1977) war die zehnte Ausgabe der südamerikanischen Kontinentalmeisterschaft in der Sportart Rugby Union. Sie fand 1977 in Argentinien statt und wurde von der Unión Argentina de Rugby organisiert. Teilnehmer waren die Nationalmannschaften von Argentinien, Brasilien, Chile, Paraguay und Uruguay. Austragungsort war das Stadion des Club Atlético Concepción in San Miguel de Tucumán. Den Titel gewann zum zehnten Mal Argentinien.

## Tabelle
Für einen Sieg gab es zwei Punkte, für ein Unentschieden einen Punkt, bei einer Niederlage null Punkte.
|    | Land        | Spiele | Siege | Unent. | Ndlg. | Spiel- punkte | Diff. | Tabellen- punkte |
| -- | ----------- | ------ | ----- | ------ | ----- | ------------- | ----- | ---------------- |
| 1. | Argentinien | 4      | 4     | 0      | 0     | 250:19        | + 231 | 8                |
| 2. | Uruguay     | 4      | 3     | 0      | 1     | 84:110        | − 26  | 6                |
| 3. | Chile       | 4      | 2     | 0      | 2     | 83:76         | + 7   | 4                |
| 4. | Paraguay    | 4      | 1     | 0      | 3     | 38:128        | − 90  | 2                |
| 5. | Brasilien   | 4      | 0     | 0      | 4     | 61:183        | − 122 | 0                |

## Ergebnisse
Punktesystem: 4 Punkte für einen Versuch, 2 Punkte für eine Erhöhung, 3 Punkte für einen Straftritt, 3 Punkte für ein Dropgoal
| 23. Oktober 1977 | Chile                                                                | 22 : 3  | Paraguay              | Club Atlético Concepción, San Miguel de Tucumán Schiedsrichter: Fernando Malmierca (Argentinien) |
| 23. Oktober 1977 | Versuche: Allamand Bengoa Erhöhungen: Bengoa Straftritte: Bengoa (4) | Bericht | Straftritte: Moscarda | Club Atlético Concepción, San Miguel de Tucumán Schiedsrichter: Fernando Malmierca (Argentinien) |

| 23. Oktober 1977 | Argentinien | 70 : 0  | Uruguay | Club Atlético Concepción, San Miguel de Tucumán Schiedsrichter: Jean Juanchich (Chile) |
| 23. Oktober 1977 | Versuche: Balfour Capalbo d’Agnilo (2) García (2) Morgan (2) Passaglia Trucco Strafversuch Erhöhungen: Capalbo (7) Straftritte: Capalbo (4) | Bericht |         | Club Atlético Concepción, San Miguel de Tucumán Schiedsrichter: Jean Juanchich (Chile) |

| 24. Oktober 1977 | Paraguay                            | 7 : 16        | Uruguay                                                                | Club Atlético Concepción, San Miguel de Tucumán Schiedsrichter: Roque Daneri (Argentinien) |
| 24. Oktober 1977 | Versuche: Taboada Straftritte: Bert | (0:6) Bericht | Versuche: Canessa Zerbino Erhöhungen: Zerbino Straftritte: Zerbino (2) | Club Atlético Concepción, San Miguel de Tucumán Schiedsrichter: Roque Daneri (Argentinien) |

| 24. Oktober 1977 | Argentinien | 78 : 6  | Brasilien               | Club Atlético Concepción, San Miguel de Tucumán Schiedsrichter: Jose Ilabaca (Chile) |
| 24. Oktober 1977 | Versuche: Álvarez (3) Badano Iachetti Landejo Morgan (3) Sansot (3) Ventura Erhöhungen: Capalbo Sansot (6) Straftritte: Sansot (4) | Bericht | Straftritte: Bishop (2) | Club Atlético Concepción, San Miguel de Tucumán Schiedsrichter: Jose Ilabaca (Chile) |

| 27. Oktober 1977 | Brasilien                                                     | 13 : 25 | Paraguay                                                                 | Club Atlético Concepción, San Miguel de Tucumán Schiedsrichter: Jose Ilabaca (Chile) |
| 27. Oktober 1977 | Versuche: Jover Baines Erhöhungen: Bishop Straftritte: Bishop | Bericht | Versuche: Ditore Mongelós Erhöhungen: Moscarda Straftritte: Moscarda (4) | Club Atlético Concepción, San Miguel de Tucumán Schiedsrichter: Jose Ilabaca (Chile) |

| 27. Oktober 1977 | Chile                                                           | 18 : 21        | Uruguay                              | Club Atlético Concepción, San Miguel de Tucumán Schiedsrichter: Roque Daneri (Argentinien) |
| 27. Oktober 1977 | Versuche: Tagini Erhöhungen: Planella Straftritte: Planella (4) | (12:9) Bericht | Straftritte: Canessa (4) Zerbino (3) | Club Atlético Concepción, San Miguel de Tucumán Schiedsrichter: Roque Daneri (Argentinien) |

| 29. Oktober 1977 | Brasilien                                                                                     | 27 : 33 | Chile                                                                                        | Club Atlético Concepción, San Miguel de Tucumán Schiedsrichter: Roque Daneri (Argentinien) |
| 29. Oktober 1977 | Versuche: Bishop (2) Stalker Erhöhungen: Bishop (3) Straftritte: Bishop (2) Dropgoals: Bishop | Bericht | Versuche: Adriazola Bauerle Mascaro Serón (2) Erhöhungen: Planella (5) Straftritte: Planella | Club Atlético Concepción, San Miguel de Tucumán Schiedsrichter: Roque Daneri (Argentinien) |

| 29. Oktober 1977 | Argentinien | 77 : 3  | Paraguay              | Club Atlético Concepción, San Miguel de Tucumán Schiedsrichter: Fernando Malmierca (Argentinien) |
| 29. Oktober 1977 | Versuche: Allen Álvarez (4) Balfour (2) García Morgan (2) Trucco Strafversuch Erhöhungen: Guarrochena (10) Straftritte: Guarrochena (3) | Bericht | Straftritte: Moscarda | Club Atlético Concepción, San Miguel de Tucumán Schiedsrichter: Fernando Malmierca (Argentinien) |

| 30. Oktober 1977 | Brasilien                                                 | 15 : 47         | Uruguay | Club Atlético Concepción, San Miguel de Tucumán Schiedsrichter: Roque Daneri (Argentinien) |
| 30. Oktober 1977 | Versuche: Senf Erhöhungen: Bishop Straftritte: Bishop (2) | (12:13) Bericht | Versuche: Borrat Mutio Nicolich (2) Smith Vivo R. Zerbino Erhöhungen: J. Zerbino (5) Straftritte: J. Zerbino (2) | Club Atlético Concepción, San Miguel de Tucumán Schiedsrichter: Roque Daneri (Argentinien) |

| 30. Oktober 1977 | Argentinien                                                                     | 25 : 10 | Chile                                         | Club Atlético Concepción, San Miguel de Tucumán Schiedsrichter: L. Lichevsky (Paraguay) |
| 30. Oktober 1977 | Versuche: Álvaraz (2) Morgan Sansot Erhöhungen: Capalbo (3) Straftritte: Sansot | Bericht | Versuche: MacGregor Straftritte: Planella (2) | Club Atlético Concepción, San Miguel de Tucumán Schiedsrichter: L. Lichevsky (Paraguay) |